# Aucas
Se conoce como aucas a distintos pueblos originarios en Ecuador, Argentina y Chile.

## Ecuador
La palabra aucas está relacionada con los Huaorani, pueblo indígena ecuatoriano, que son conocidos por ser sus integrantes guerreros intrépidos y cazadores extraordinarios. Históricamente, a ellos se los ha llamado "aucas", un término peyorativo que en idioma Quichua significa "las personas de la selva, salvajes" esto debido a su actitud agresiva hacia otros pueblos indígenas, colonos y "blancos". En la actualidad la palabra aucas esta en desuso entre la comunidad amazónica ecuatoriana.
El nombre también fue adoptado por un equipo de fútbol profesional de la ciudad de Quito creado en 1945, la Sociedad Deportiva Aucas.

## Argentina y Chile
Se llama aucas a una tribu de indígenas nómadas que se encontraban en la pampa argentina. De la pampa pasaron a Chile atravesando los Andes, donde sostuvieron una ruda batalla con los pueblos de la zona, cuyo recuerdo perdura aún en una piedra tallada que existe en el valle de Cauquenes. Habitaban especialmente en las comarcas de Concepción y Valdivia, limítrofes al río Biobío. 
Las tribus argentinas del río Negro y río Colorado se dan a sí mismas el nombre de aucas, que significa pueblo libre.